# Le Péage-de-Roussillon
Le Péage-de-Roussillon é uma comuna francesa na região administrativa de Auvérnia-Ródano-Alpes, no departamento de Isère. Estende-se por uma área de 7,41 km². Em 2010 a comuna tinha 6 648 habitantes (densidade: 897,2 hab./km²).